# Methylpentynol
Methylpentynol (Methylparafynol, Dormison, Atemorin, Oblivon) là một hexanol bậc ba với tác dụng thôi miên / an thần và chống co giật và chỉ số điều trị đặc biệt thấp. Nó được phát hiện bởi Bayer vào năm 1913  và được sử dụng ngay sau đó để điều trị chứng mất ngủ, nhưng việc sử dụng nó đã nhanh chóng bị loại bỏ để đáp ứng với các loại thuốc mới hơn với hồ sơ an toàn thuận lợi hơn nhiều.
Thuốc đã được bán trên thị trường một lần nữa ở Hoa Kỳ, Châu Âu và các nơi khác từ năm 1956 đến những năm 1960 dưới dạng thuốc an thần có tác dụng nhanh; Thuốc đã nhanh chóng bị lu mờ tại thời điểm đó bởi các thuốc benzodiazepin và không còn được bán ở bất cứ đâu.

## Tổng hợp
Methylpentynol được điều chế bằng phản ứng của butanone (MEK) với natri acetylide. Phản ứng này phải được thực hiện trong điều kiện khan và trong môi trường khí trơ